# Aragua bistonaria
Aragua bistonaria là một loài bướm đêm trong họ Geometridae.